# Leptobrachium banae
Leptobrachium banae és una espècie d'amfibi que viu a Laos, Vietnam i, possiblement també, a Cambodja.
Està amenaçada d'extinció per la pèrdua del seu hàbitat natural.